# Radermachera
Genre
Classification phylogénétique

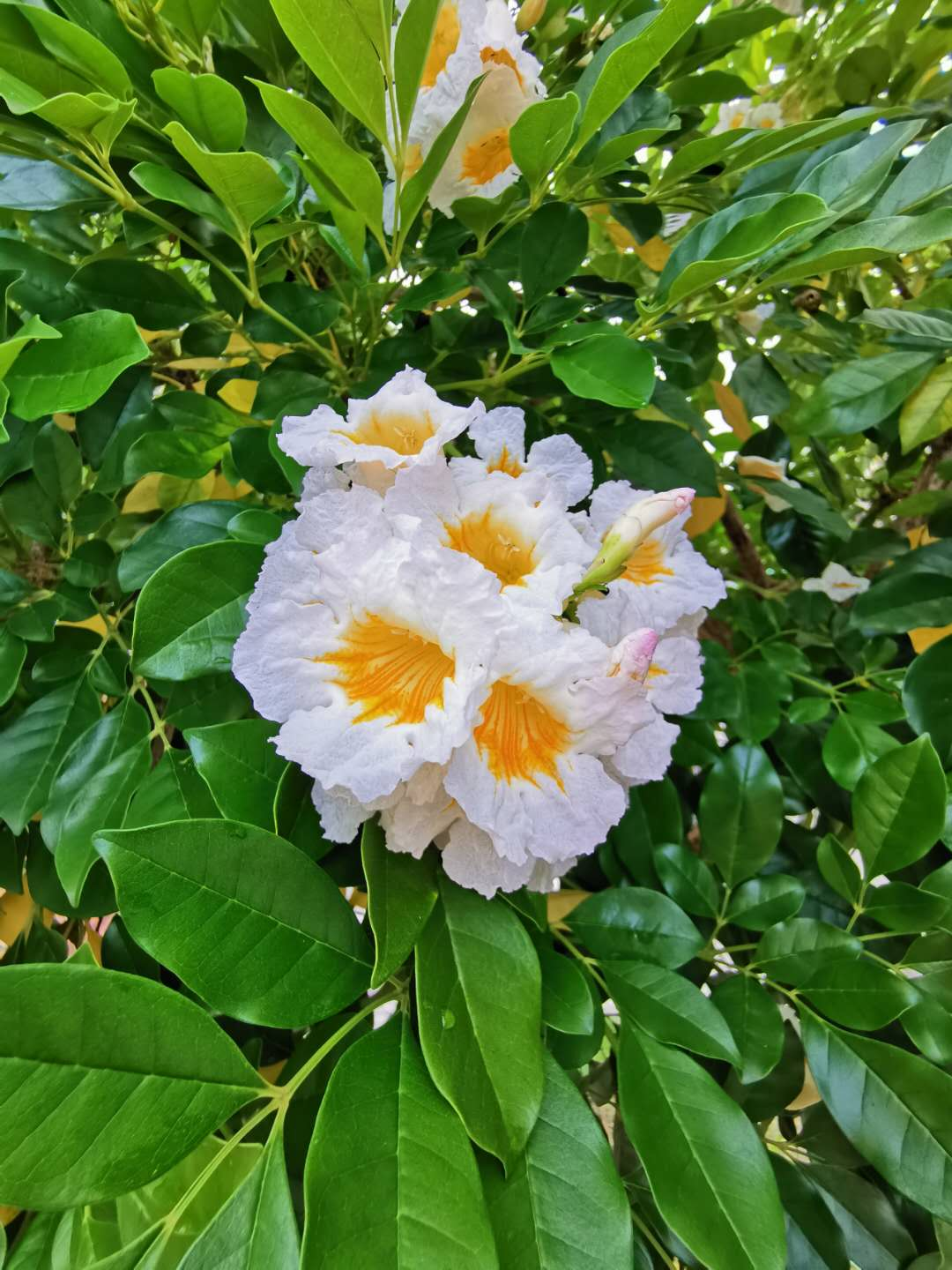
Radermachera peninsularis Steenis.

Radermachera est un genre de plantes à fleurs de la famille des Bignoniacées. Ce sont des arbres originaires du Sud-Est de l'Asie. Ce genre comprend une quinzaine d'espèces.
Le nom du genre est dédié à Jacob Cornelis Matthieu Radermacher, naturaliste néerlandais du XVIIIe siècle qui recensa une grande partie de la flore de Java et Sumatra.

## Caractéristiques générales
Les Radermachera sont des arbres à feuillage persistant, de taille variable selon les espèces, de 5 à 40 mètres de haut.
Les feuilles sont composées bi- ou tripennées.
Les fleurs, groupées en panicules, ont un diamètre de 5 à 7 cm, avec une corolle en forme de clochette tubulaire de couleur blanche, rose, violet clair ou jaune.

## Principales espèces
- Radermachera frondosa Chun & How
- Radermachera eberhardtii Dop
- Radermachera gigantea Miquel
- Radermachera glandulosa (Blume) Miquel
- Radermachera hainanensis Merrill
- Radermachera ignea (Kurz) Steenis
- Radermachera microcalyx C. Y. Wu & W. C. Yin
- Radermachera peninsularis Steenis
- Radermachera pentandra Hemsley
- Radermachera pinnata (Blanco) Seem.
- Radermachera ramiflora Steenis
- Radermachera sinica (Hance) Hemsley
- Radermachera xylocarpa (Roxb.) K. Schum
- Radermachera yunnanensis C. Y. Wu & W. C. Yin

## Utilisation
Radermachera sinica est devenue une plante d'appartement, appréciée pour son feuillage décoratif.